# Lena Baader
Lena Baader (* 1980 in Freiburg im Breisgau) ist eine deutsche Schauspielerin und Moderatorin.

## Leben
Lena Baader, die schon als Kind Schauspielerin werden wollte, machte ihre ersten schauspielerischen Erfahrungen als Jugendliche bei der „Freien Bühne Freiburg“. Nach ihrem Abitur absolvierte sie ihre Schauspielausbildung von 1999 bis 2002 an der Internationalen Schule für Schauspiel und Acting (ISSA) in München. Später besuchte sie Fort- und Weiterbildungen in den Bereichen Synchronsprechen, Camera Acting und Improvisation.
Erste Theaterengagements hatte Baader am FestSpielHaus München und bei der freien Starnberger Theatergruppe „Tragaudion“. Anschließend war sie Mitglied von mehreren freien Theaterensembles (TheaterOnTour, theater … und so fort), mit denen sie regelmäßig auch auf Tour ging. Von 2007 bis 2009 gehörte sie zum Ensemble der Münchner Improvisationstheatergruppe „Fastfood Theater“. 2014 spielte sie in der ersten Eigeninszenierung der „Kleinen Bühne Michendorf“ das Rotkäppchen. Ab 2015 wirkte sie regelmäßig bei Theateraufführungen im Europa-Park in Rust mit, wo sie auch als Moderatorin bei Shows und Revuen auftrat.
Ab 2007 war Baader als Stuntfrau bei mehreren Stuntshows im Movie Park Germany aktiv. Ab 2010 wurde sie für verschiedene Actionshows im Filmpark Babelsberg engagiert.
Ende der 1990er Jahre spielte Baader auch ihre ersten Film- und Fernsehrollen, wo sie u. a. mit den Regisseuren Dominik Graf, Andreas Struck, Torsten C. Fischer, Michael Karen, Franz Xaver Bogner, Andreas Kleinert, Maris Pfeiffer und Sabine Bernardi arbeitete.
Neben Kinorollen und Auftritten in Fernsehfilmen hatte sie Episodenrollen u. a. in den TV-Serien Die Rosenheim-Cops, München 7 und Die Chefin, sowie in den TV-Reihen Tatort und Polizeiruf 110.
Im Kommissarin-Lucas-Krimi Am Ende muss Glück sein (2011), war sie, an der Seite von Hannelore Elsner und Michael Roll, die Regensburger Prostituierte Susi. Im Münchner Tatort: Die ewige Welle (2019) spielte sie, an der Seite von Andreas Lust, die tätowierte Barkeeperin Verena. In der 19. Staffel der ZDF-Serie Die Rosenheim-Cops (2020) übernahm Baader, an der Seite von Franz Josef Strohmeier als Wirt „Johnny“, erneut eine der Episodenrollen als Wirtin Paula Kraus, die mit dem Mordopfer eine Affäre hatte. In der 9. Staffel der ZDF-Serie Letzte Spur Berlin (2020) war sie in einer dramatischen Episodenhauptrolle als aus Bulgarien stammende Frauenärztin Dr. Anna Petrova zu sehen.
Neben ihrer schauspielerischen Tätigkeit absolvierte Baader beim Deutschen Roten Kreuz in Berlin eine Ausbildung zur Rettungsassistentin. Ab Mitte März 2020 arbeitete Baader aufgrund der Corona-Pandemie als Rettungsassistentin und im Telefonservice bei der Corona-Impfhotline des Landes Brandenburg. Sie ist außerdem als Coach beim Berliner Coachingzentrum Traudich – jetzt tätig. Baader ist Gründerin der Tierhilfsorganisation DogCharity, mit der sie Tieren in Not in Bulgarien, Griechenland, Rumänien, der Ukraine und der Türkei hilft. Sie lebt in Berlin-Charlottenburg.

## Filmografie
- 1999: Bodycount – Die Klasse von 1999 (Fernsehfilm)
- 2005: Neun (Episodenfilm, Hochschule für Fernsehen und Film München)
- 2008: Kommissar Süden und der Luftgitarrist (Fernsehfilm)
- 2009: Schläft ein Lied in allen Dingen (Kinofilm)
- 2009: Tatort: Platt gemacht (Fernsehreihe)
- 2009: Die Rosenheim-Cops: Kuhgebrüll als Alibi (Fernsehserie, eine Folge)
- 2011: Kommissarin Lucas – Am Ende muss Glück sein (Fernsehreihe)
- 2011: Polizeiruf 110: Cassandras Warnung (Fernsehreihe)
- 2012: Die Rosenheim-Cops: Tod im Swimmingpool (Fernsehserie, eine Folge)
- 2012: Zwei übern Berg (Fernsehfilm)
- 2012: Agent Ranjid rettet die Welt (Kinofilm)
- 2013: München 7: Ja, wo ist er denn? (Fernsehserie, eine Folge)
- 2014: Die reichen Leichen. Ein Starnbergkrimi (Fernsehfilm)
- 2014: Polizeiruf 110: Smoke on the Water (Fernsehreihe)
- 2015: Kommissar Marthaler – Ein allzu schönes Mädchen (Fernsehreihe)
- 2015: Kommissar Marthaler – Engel des Todes (Fernsehreihe)
- 2016: Die Chefin: Albtraum (Fernsehserie, eine Folge)
- 2019: Tatort: Die ewige Welle (Fernsehreihe)
- 2019: Das Menschenunmögliche (Fernsehfilm)
- 2020: Die Rosenheim-Cops: Beichte eines Toten (Fernsehserie, eine Folge)
- 2020: Letzte Spur Berlin: Blutsbande (Fernsehserie, eine Folge)
- 2020: Kommissarin Lucas – Die Unsichtbaren (Fernsehreihe)
- 2021: Fabian oder Der Gang vor die Hunde (Kinofilm)
- 2022: Gesicht der Erinnerung (Fernsehfilm)
- 2022: SOKO Wismar: Robin (Fernsehserie, eine Folge)
- 2024: Tatort: Am Tag der wandernden Seelen
- 2024: Daheim in den Bergen: Wunsch und Wirklichkeit (Fernsehreihe)